# تام برجران
توماس "تام" برجران (به انگلیسی: Thomas "Tom" Bergeron)، یک مجری تلویزیون و مجری مسابقات تلویزیون در ایالات متحده است. تام برای سریال‌های رقص با ستارگان ای بی سی (از ۲۰۰۵ تا کنون) و مجری برنامه خنده‌دارترین ویدئوهای خانگی آمریکا (از ۲۰۰۱ تا کنون) شناخته می‌شود.
تام همچنین مجری میدان هالیوود (۲۰۰۴–۱۹۹۸) و مجری چه کسی می‌خواهد میلیونر باشد، بوده است تام هم چنین برنده جایزه روز امی (به انگلیسی: Daytime Emmy Awards) هست
او در فیلم آبنبات شیشه‌ای بازی کرده است.